# Heraion på Argos
Heraion på Argos var gudinnan Heras centralhelgedom i Argolis, Grekland, nordöst om Argos, sydöst om Mykenai.
Det äldsta templet tycks ha uppförts under 600-talet f.Kr. Det gamla Heratemplet brann ned 423 f. Kr., men återuppbyggdes och smyckades med skulpturer av Polykleitos. Pausanias beskriver Herastatyn som en kryselefantinskulptur av guld och elfenben och uppger att den satt på en tron med ett granatäpple i handen med en staty av Hebe bredvid.
Templet för ha stängts under förföljelserna av hedningarna i romarriket. Det återupptäcktes under 1800-talet. 
Heraion på Argos låg på tre terrasser över varandra.  Amerikanska utgrävningar i början av 1900-talet blottade på den översta de cyklopiska grundmurarna av den äldsta helgedomen och på de nedre den yngres.  I helgedomens närhet har andra amerikanska grävningar blottlagt en nekropol med gravar ända från neolitisk tid.